# 3627 Sayers
För andra betydelser, se Sayers.
3627 Sayers eller 1973 DS är en asteroid i huvudbältet, som upptäcktes 28 februari 1973 av den tjeckiske astronomen Luboš Kohoutek vid Bergedorf-observatoriet. Den har fått sitt namn efter Dorothy L. Sayers.
Asteroiden har en diameter på ungefär 11 kilometer.